# Law French

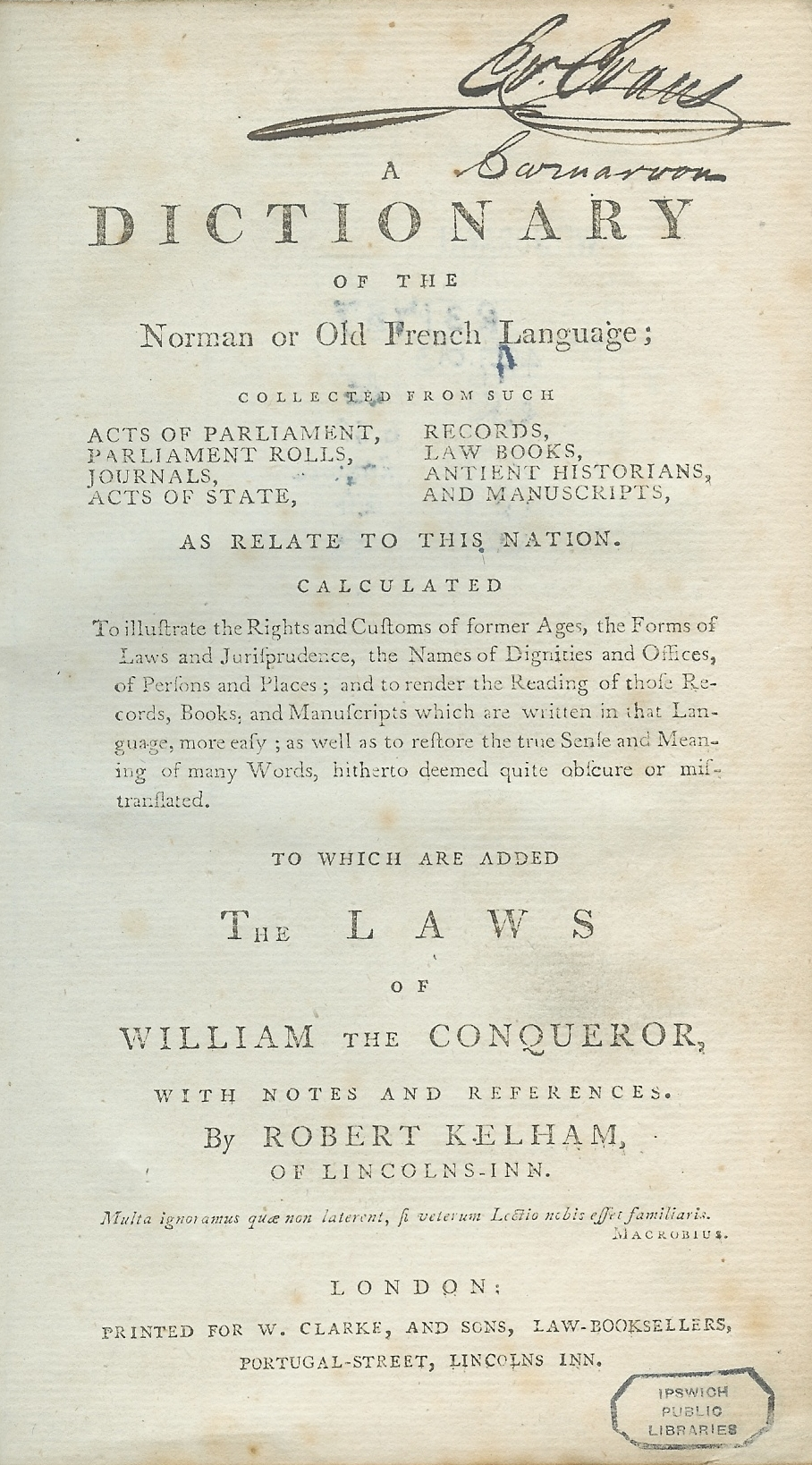
Il Kehlam's Dictionary of the Norman or Old French Language (1779) forniva le traduzioni inglesi di termini del law French tratti da leggi, giurisprudenza e atti giuridici privati

Il law French («francese del diritto») è una lingua arcaica originariamente basata sull'anglo-normanno, ma sempre più influenzata dal francese di Parigi e, in seguito, dell'inglese. Fu usata nei tribunali reali dell'Inghilterra, a cominciare dalla conquista normanna nel 1066. Il suo uso continuò per parecchi secoli nei tribunali di Inghilterra, Galles e Irlanda. Sebbene il law French come lingua per la comunicazione giuridica sia obsoleta, molti termini specifici continuano ad essere usati dagli avvocati e dai giudici nelle giurisdizioni di common law (vedi la sezione "Sopravvivenze nella terminologia giuridica moderna", sotto).

## Storia
I primi documenti nei quali il francese si usa specificamente come lingua veicolare per il discorso sul diritto inglese risalgono al terzo quarto del XIII secolo e includono due particolari testi. Il primo è Le Disposizioni di Oxford (1258), composte dai termini dei giuramenti prestati dai 24 magnati nominati per rettificare gli abusi nell'amministrazione di re Enrico III, insieme ai riassunti delle loro risoluzioni. Il secondo è Casus placitorum (c. 1250–70), una raccolta di brocardi (massime giuridiche), norme e brevi narrazioni dei casi.
In queste opere la lingua è già sofisticata e tecnica, ben munita della propria terminologia giuridica. Questa include molte parole che sono di origine latina ma le cui forme sono state abbreviate o distorte in un modo che suggerisce che esse possedessero già una lunga storia di uso in francese. Tra gli esempi ci sono: advowson (diritto feudale di nominare un parroco), dal latino advocātionem; neife «serva», dal latino nativa; ed essoyne o essone (circostanza che fornisce l'esenzione da una convocazione reale), dal latino sunnis (in seguito sostituito da essonia che è semplicemente una reintroduzione in latino della forma francese).
Fino all'inizio del XIV secolo, il law French coincideva in gran parte con il francese usato come lingua quotidiana dalle classi superiori. Come tale, esso rifletteva alcuni dei cambiamenti subiti dai dialetti settentrionali del francese continentale durante il periodo. Così, nei documenti menzionati sopra, «del re» (of the king) è reso come del rey, mentre verso il 1330 era diventato du roi (come nel francese moderno) o du roy. Durante quel secolo, tuttavia, il francese vernacolare subì un rapido declino; la Legge sulle perorazioni in inglese del 1362 (Pleading in English Act 1362), detta anche Statuto della perorazione (Statute of Pleading), riconobbe questo cambiamento ordinando che da allora in poi i procedimenti in tribunale si svolgessero in inglese, il che alla fine diede origine all'inglese giuridico. Da quel momento, il law French perse la maggior parte del suo status come lingua parlata. Rimase in uso per i readings (letture pubbliche) e i moots (dibattiti accademici), tenuti nelle Inns of court (le facoltà di diritto ed ordini degli avvocati) come parte dell'educazione dei giovani avvocati, ma essenzialmente divenne rapidamente solo una lingua scritta; smise di acquisire nuove parole, la sua grammatica degenerò (verso il 1500 il genere delle parole fu spesso trascurato, dando origine ad assurdità come  une home «una uomo» o un feme «un donna», e il suo vocabolario divenne sempre più inglese, in quanto era usato unicamente dagli avvocati e giudici inglesi, gallesi e irlandesi che spesso non parlavano un vero francese.
Nel XVII secolo, i moots e i readings caddero in stato di abbandono, e il dominio di Oliver Cromwell, con la sua enfasi sulla rimozione delle vestigia di rituale arcaico dai processi legali e governativi, diedero un ulteriore colpo alla lingua. Anche prima di allora, nel 1628, sir Edward Coke riconobbe nella sua prefazione alla Prima parte degli istituti della legge d'Inghilterra (First Part of the Institutes of the Law of England) che il law French aveva quasi smesso di essere una lingua parlata. Fu usato ancora per i rapporti sulle cause e i libri di testo giuridici fino quasi alla fine del secolo, ma solo in una forma anglicizzata. Un esempio frequentemente citato di questo cambiamento viene da una delle note a margine scritte dal Presidente della Corte comune sir George Treby in un'edizione annotata dei Rapporti di Dyer (Dyer's Reports), pubblicati nel 1688:
(Sir George Treby.)
[Italiano: «Richardson, Presidente della Corte comune presso le Assise di Salisbury nell'estate 1631 fu aggredito da un prigioniero ivi condannato per fellonia, che, in seguito alla sua condanna, scagliò un pezzo di mattone al suddetto giudice che lo mancò di misura, e per questo, un'incriminazione fu immediatamente emessa da Noy contro il prigioniero e la sua mano destra fu tagliata e legata alla forca, alla quale egli stesso fu immediatamente impiccato alla presenza della Corte.»]

## Sopravvivenze nella terminologia giuridica moderna
Gli aggettivi pospositivi in molte locuzioni nominali legali in inglese — attorney general «ministro della Giustizia» (letteralmente «procuratore generale»), fee simple «allodio» — sono un'eredità del law French. I parlanti nativi del francese possono non capire certi termini del law French non usati nel francese moderno o sostituiti da altri termini. Ad esempio, l'attuale parola francese per mortgage «ipoteca» è hypothèque. Molti dei termini del law French furono convertiti in inglese moderno nel XX secolo, per rendere la legge più comprensibile nelle giurisdizioni di common law. Tuttavia, alcuni termini chiave del law French rimangono, tra i quali i seguenti:
| Termine o locuzione                  | Traduzione letterale | Definizione e uso |
| ------------------------------------ | --- | --- |
| assizes                              | antico francese assise «seduta» | Assise (assemblea giudiziale) tenute in luoghi diversi in tutta una provincia o regione. |
| attorney                             | antico francese atorné «nominato» | attorney-at-law «avvocato»; attorney-in-fact «mandatario o rappresentante» |
| autrefois acquit o autrefois convict | previamente assolto o condannato | difese perentorie contro il doppio giudizio; corrisponde al principio del ne bis in idem. |
| bailiff                              | anglonormanno baillis, baillif «balivo; amministratore della tenuta», da bail «custodia, carica, ufficio» | 1. Court bailiff: usciere di tribunale, commesso di tribunale: qualsiasi persona alla quale è affidata autorità, custodia o giurisdizione il cui principale dovere è mantenere l'ordine nell'aula di tribunale. 2. Bound bailiff o bum-bailiff: persona impiegata dallo sceriffo per notificare mandati. eseguire ordini del tribuna, e riscuotere debiti e, in alcune regioni, fare arresti. In alcune regioni, il bailiff è allocato come apprendista dello sceriffo con cauzioni per la corretta esecuzione dell'ufficio. |
| cestui que trust, cestui que use     | forma abbreviata di cestui a que use le feoffment fuit fait, «colui per la cui utilità fu fatto l'infeudazione», e di cestui a que use le trust est créé, «colui per il quale fu creato il trust»                       | talora abbreviato in cestui; il beneficiario di un trust. |
| chattel                              | antico francese chatel «beni mobili, bestiame» (dal latino medievale capitāle) | beni mobili |
| chose                                | cosa (dal latino causa) | cosa, solitamente come nelle locuzioni: chose in action «beni immateriali» e chose in possession «beni materiali (o corporali)». |
| culprit                              | Originariamente cul. prist, abbreviazione di Culpable: prest (d'averrer nostre bille), che significa «colpevole, pronti (ad affermare il nostro atto di accusa)», parole usate dal procuratore nell'aprire un processo. | parte colpevole |
| cy-pres                              | antico francese si pres «così vicino» | il potere di un tribunale di trasferire il patrimonio di un fondo carititativo a un altro quando il primo non possa più esistere o essere in grado di operare. |
| defendant                            | francese défendant «difendente» | convenuto, imputato, citato in giudizio: la parte contro la quale è intentato un procedimento giudiziario. |
| en ventre sa mère                    | nel grembo di sua madre | il nascituro; corrisponde al principio del nasciturus pro iam nato. |
| escheat (verbo)                      | anglo-normanno eschete, escheoite «devoluzione di eredità» (in caso di successione vacante o senza successibili) | prima del 1660: devoluzione di eredità nonclamata a favore di un signore feudale, o dello stato dove il patrimonio sia allodiale. dopo il 1660: dopo la Tenures Abolition Act 1660 (legge sull'abolizione dei feudi del 1660), che cambiò tutti i feudi in allodi o proprietà soggetta a una rendita fondiaria, che lasciava escheat come l'unico tributo feudale redditizio: whereby land returned to the Crown if a landholder died both intestate and heirless, and forfeiture, whereby land held by the grantee convicted of treason forfeited to the Crown oggigiorno: dopo la Administration of Estates Act 1925 (legge sull'amministrazione d'eridità del 1925) The reversion of land to the Crown when a person possessed of the fee dies intestate (i.e., no will) and without heirs. Land seldom reverts to the Crown, because it is freely alienable by way of sale, will or inheritance. As long as the land is disposed of in one of these three ways it does not revert to the Crown. |
| estoppel                             | anglonormanno estoup(p)ail «tappo, turacciolo» | preclusione, prevention of a party from contradicting a position previously taken. |
| estovers                             | anglonormanno estover «essere necessario; necessità» | wood that tenants may be entitled to from the land in which they have their interest |
| feme covert e feme sole              | lett. «donna coperta» e «donna sola» | moglie soggetta alla potestà maritale; la potestà maritale del common law si chiama coverture, lett. «copertura». |
| force majeure                        | forza maggiore | prestito recente |
| grand jury                           | lett. «grande giuria» | giuria di 12 (o più) giurati convocati per decidere se procederà un atto d'accusa (v. supra culprit) |
| in pais                              | nel paese | stragiudiziale, extraprocessuale, in via amichevole: (1) settlement in pais - transazione stragiudiziale; (2) matter in pais - causa dinanzi al giudice che si affida esclusivamente alla prova testimoniale senza un verbale giudiziario o altra prova tangibile; (3) estoppel in pais - estoppel che si applica alle dichiarazioni stragiudiziali; (4) trial per pais - processo con giuria |
| jury                                 | anglonormanno jurée «giuramento; inchiesta, instruttoria» | giuria |
| laches                               | anglonormanno laschesce «rilassatezza» | mora, cioè un ritardo ingiustificato nell’adempimento di un’obbligazione che causa il danno morale. |
| larceny                              | anglonormanno lar(e)cin «furto, ladrocinio» (dal latino latrōcinium) | furto dei beni mobili |
| mainprise, mainprize                 | | undertaking for the appearance of an accused at trial, given to a magistrate or court even without having the accused in custody; mainpernor is the promisor. |
| mortgage                             | lett. «pegno morto» | ipoteca; questo termine si riferiva originariamente alla pignorazione dei beni immobili (anticresi). |
| mortmain                             | | statute restricting the conveyance of land to the "dead hand" of a religious organization |
| oyer et terminer                     | udire e terminare | US: court of general criminal jurisdiction in some states; UK: commission or writ empowering a judge to hear and rule on a criminal case at the assizes. |
| parol evidence rule                  | | a substantive rule of contract law which precludes extrinsic evidence from altering the terms of an unambiguous fully expressed contract; from the Old French for "voice" or "spoken word," i.e., oral, evidence. |
| parole                               | parola | the release of prisoners based on giving their word of honour to abide by certain restrictions. |
| petit jury                           | lett. «piccola giuria» | giuria normale che pronuncia sentenze |
| plaintiff                            | antico francese plaintif «denunciatario; lamentoso» | querelante, ricorrente |
| prochein ami                         | prossimo amico | persona che deposita una querela per conto di un incapace, come un minore. |
| profit a prendre                     | lett. «profitto da prendere» | sorta di servitù prediale, where one has the right to take the "fruits" of the property of another, such as mining rights, growing rights, etc. |
| prout de jure                        | | Scots law term; proof at large; all evidence is allowed in court. |
| pur autre vie e cestui que vie       | «durante la vita di qualcun altro» vs. «durante la propria vita» | 1) qualifica l'usufrutto e il contratto di locazione 2) In the rights and obligations of the freehold, an heir or tenant has the rights to emblements from the life estate in certain cases (i.e., life estate terminated by a death) |
| recovery                             | | originally a procedural device for clarifying the ownership of land, involving a stylised lawsuit between fictional litigants. |
| remainder                            | | originally a substitution-term in a will or conveyance, to be brought into play if the primary beneficiary were to die or fail to fulfil certain conditions. |
| replevin                             | anglonormanno replevine «impegno» | azione possessoria per ottenere la restituzione di beni mobili. |
| semble                               | lett. «sembra» | indica un'affermazione incidentale a titolo di obiter dictum. |
| terre-tenant                         | lett. «detentore di terra» | person who has the actual possession of land; used specifically for (1) someone owing a rentcharge, (2) owner in fee of land acquired from a judgment debtor after judgment creditor's lien has attached. |
| tort                                 | lett. «torto» | illecito civile |
| trove                                | | as in treasure trove, was originally an adjective, not a noun, and meant found. Thus treasure trove means, in origin, not a treasure chest or hoard, but a treasure found by chance, as opposed to one stolen, inherited, bought, etc. |
| voir dire                            | | literally "to say the truth"; the word voir (or voire) in this combination comes from Old French and derives from Latin verum, "that which is true" and is not related to the modern French word voir, which derives from Latin vidēre ("to see"). Voir dire refers in the United States to the questions a prospective juror or witness must answer to determine his qualification to serve; or, in the law of both the United States and of England a "trial-within-a-trial" held to determine the admissibility of evidence (for example, an accused's alleged confession), i.e. whether the jury (or judge where there is no jury) may receive it. |